# Crocodylus suchus
Crocodylus suchus — це вид крокодилів, пов’язаних із більшим і агресивнішим нільським крокодилом (C. niloticus), який часто плутають із ним.
Порівняно з нільським крокодилом, західноафриканський крокодил менший: дорослі особини зазвичай мають довжину 1,5–2,5 м, а максимальна довжина – 3–4 м. Вид був названий Етьєном Жоффруа Сент-Ілером у 1807 році, який виявив відмінності між черепами муміфікованого крокодила та нільського крокодила (C. niloticus). Однак цей новий вид довгий час згодом вважався синонімом нільського крокодила. У 2003 році дослідження показало, що C. suchus є дійсним видом, і це було підтверджено кількома іншими дослідженнями в 2011–2015 роках. Попри довгу історію плутанини, генетичне тестування показало, що вони не дуже близькі. Найближчими родичами нільського крокодила є види Crocodylus з Америки, тоді як західноафриканський крокодил базальний до клади нільських і американських крокодилів.